# Astomaspis persimilis
Astomaspis persimilis là một loài tò vò trong họ Ichneumonidae.